# Joseph Mitsuaki Takami
Joseph Mitsuaki Takami (jap. ヨゼフ高見三明 Jozefu Takami Mitsuaki; ur. 21 marca 1946 w Nagasaki) – japoński duchowny rzymskokatolicki, sulpicjanin, w latach 2003–2021 arcybiskup metropolita Nagasaki.

## Życiorys
Święcenia kapłańskie przyjął 20 marca 1972 w archidiecezji Nagasaki. 29 października 1973 został członkiem stowarzyszenia życia apostolskiego sulpicjanów. W tym samym roku rozpoczął studia teologiczne na Papieskim Uniwersytecie Gregoriańskim, które później kontynuował w Paryżu i w Jerozolimie. Po powrocie do kraju został wykładowcą w domu formacyjnym w Fukuoce, gdzie pracował do nominacji biskupiej. W latach 1993–1998 pełnił funkcję rektora tejże placówki.
7 lutego 2002 papież Jan Paweł II mianował go biskupem pomocniczym Nagasaki ze stolicą tytularną Munatiana. Sakry udzielił mu 29 kwietnia 2002 abp Francis Xavier Kaname Shimamoto. 17 października 2003 został mianowany ordynariuszem archidiecezji, jego ingres odbył się 14 grudnia 2003. 28 grudnia 2021 papież przyjął jego rezygnację z pełnionego urzędu, złożoną ze względu na wiek. 
Od 2016 pełni funkcję przewodniczącego Konferencji Episkopatu Japonii.